# Cantón de Sarchí
Sarchí es el décimo segundo cantón de la provincia de Alajuela, en Costa Rica. Anteriormente llevaba el nombre de Valverde Vega. Su cabecera es la ciudad de Sarchí Norte.
La economía del cantón se basa principalmente en la agricultura, la ganadería y el turismo. Es de gran importancia la pequeña industria artesanal a partir de la fabricación de muebles de madera. Sarchí, y en especial su cabecera, la ciudad del mismo nombre, son considerados la "Cuna de la Artesanía Costarricense", debido al trabajo artístico en maderas preciosas, en especial la decoración de carretas típicas, consideradas icono de la cultura costarricense y declaradas Patrimonio de la Humanidad por la UNESCO.

## Toponimia
El nombre de Sarchí según lo relata Evly Inksetter, el primer historiador del pueblo, en Huetar significa campo abierto o potrero y en Nahuatl “Debajo de la arena” o "Lugar para descansar".
El 7 de agosto de 2019, mediante la Ley # 9658 el cantón adoptó oficialmente el nombre de Sarchí y dejó de llamarse Valverde Vega, nombre que llevaba de 1949.

## Historia
El territorio del actual cantón de Sarchí formó parte originalmente del Reino Huetar de Occidente. La cabecera cantonal fue fundada por Ambrosio José Avilés del Jesús Alfaro Godines, y su primera referencia documental data de 1836.
En 1850 se fundó la Escuela de Sarchí Norte. Para 1864, el poblado de Sarchí contaba con 934 habitantes y tenía la categoría de distrito del cantón de Grecia. En 1889 se construyó la primera ermita del lugar, y en 1898 se edificó una nueva parroquia. El servicio de alumbrado eléctrico fue inaugurado en 1925.
En 1949 se creó oficialmente el cantón de Valverde Vega, nombre que posteriormente fue cambiado a Sarchí. Ese mismo año se inició la construcción de la iglesia actual de Sarchí Norte, cuya edificación concluyó en 1956. En 1970 se fundó el Liceo Técnico Profesional Artesanal Francisco Orlich Bolmarich.
Más recientemente, el distrito de Toro Amarillo cuenta con educación secundaria, esto desde el año 2005, con la creación de la Telesecundaria Bajos de Toro, en Toro Amarillo. la cual cuenta con educación de tercer ciclo, y diversificada desde el año 2010.

### Apuntes históricos
Originalmente fue fundada por Ambrosio José Avilés del Jesús Alfaro Godines en la primera mitad del siglo XIX, la referencia más temprana es de 1836.
El nombre de Sarchí según lo relata Evly Inksetter, el primer historiador del pueblo, en Huetar significa "Potrero" o campo abierto y en Nauathl “debajo de la arena” o "lugar para descansar". Al pueblo le fue concedido el título de "Ciudad" por una ley del 21 de septiembre de 1963.
También fue el lugar donde la fabricación de muebles en serie se inició en Costa Rica, alrededor de 1900, con un diseño de Daniel Alfaro Corrales, y luego producida por su hermano Pedro Corrales Juvenal Alfaro, muebles de los que, en especial de las sillas que se conoce como "Sillas Sarchí" se reconocen fácilmente porque la mayoría de las partes son torneadas. Eloy Alfaro Corrales, el hermano menor fue socio de Pedro Juvenal, pero más tarde comenzó su propio negocio de las carretas cuando compró el taller de Sem Pérez, quien a su vez lo compró a la Hacienda La Eva.
Alrededor de 1900-03 Daniel Alfaro Corrales también diseñó la carreta de bueyes moderna y mejorada que incluye la rueda segmentada de madera en uso hoy en día, a partir de la plataforma anterior muy rústica y primitiva que se conoce como "Cureña", en el caso particular de la rueda, es más fuerte que la original de una sola pieza , con una ligera mejora de diseño de tres piezas. 
La Carreta Típica de Costa Rica, fue decretada Símbolo Nacional, el 22 de marzo de 1988, mediante Decreto n.º 18197-C, publicado en La Gaceta n.º 131 el 11 de julio de 1988 durante la presidencia del Dr. Óscar Arias Sánchez. Fue declarada Obra Maestra del Patrimonio Oral e Inmaterial de la Humanidad por la Unesco el 24 de noviembre de 2005.
Simboliza la cultura, de la paz y el trabajo del costarricense, en otras palabras, la humildad, la paciencia, el sacrificio, y la constancia en el afán por alcanzar los objetivos trazados
El cantón de Sarchí fue creado por un decreto número 766 el 26 de octubre de 1949 con el nombre de Valverde Vega. Se nombró así en honor del Dr. Carlos Luis Valverde Vega (1903-1948), médico fundador de la Unión Nacional Médica, y cuyo asesinato inicia la revolución de 1948. Los miembros de la junta que dieron la lucha para lograrlo son: Samuel Alfaro Alpízar, Efraim Zamora Castro, Daube Alfaro Castro, Pedro Juvenal Alfaro Zamora, Hebly Inkseter Soto, Otoniel Alfaro Alfaro y Eliécer Pérez Conejo y que hoy conocemos como los fundadores. El cantón fue inaugurado el 1 de enero de 1950, después de varios años de negociaciones. En el 2019, el cantón adoptó el nombre de Sarchí y dejó de llamarse Valverde Vega.

## Ubicación
Se encuentra ubicado hacia el centro de la provincia de Alajuela a un altura de 1000 m s. n. m. Posee un área de 120.25 km² y está dividido en 5 distritos. Limita al norte con San Carlos, al sur con Grecia y Poás, al este con Alajuela y Poás, y al oeste con Zarcero y Naranjo.

## Geografía
Cantón de Sarchí cuenta con un área de 136,76 km² y una altitud media de 1863 m s. n. m.

### Hidrografía
El cantón es irrigado por los ríos Sarchí, Trojas, Cascajal y Molino, que afluyen al Río Colorado, que a su vez lo hace al Río Grande de Tárcoles, que desemboca en el Océano Pacífico, y por los ríos Segundo, Anonos, Agrio y Gorrión, que afluyen al río Toro, que desemboca en el Río San Juan, que a su vez va a dar al Mar Caribe.

### Clima
Cuenta con un clima agradable en el centro de la región, no obstante, en las partes más elevadas (Trojas, Invu y los Bajos del Toro) la temperatura es muy baja, donde ha habido temperaturas récords de hasta 0 °C.
El cantón de Sarchí tiene una temperatura promedio de 23 °C, con periodos más fríos especialmente durante la noche y madrugada de noviembre a marzo debido a la acción de los vientos alisios y frentes fríos provenientes del hemisferio norte, con extremas históricas registradas en el centro de la ciudad de 3 °C y 35 °C.

## División administrativa
El cantón de Sarchí se divide en 5 distritos:
- Sarchí Norte
- Sarchí Sur
- Toro Amarillo
- San Pedro
- Rodríguez

## Demografía
Para el año 2022, Cantón de Sarchí cuenta con una población estimada de 21 562 habitantes, y para el último censo efectuado, en 2011, Cantón de Sarchí contaba con una población de 18 085 habitantes.
De acuerdo al censo nacional del 2011, la población del cantón era de 18 085 habitantes, de los cuales, el 7,7 % nació en el extranjero. El mismo censo destaca que había 5054 viviendas ocupadas, de las cuales, el 63,5 % se encontraba en buen estado y había problemas de hacinamiento en el 3,2% de las viviendas. El 37,0% de sus habitantes vivían en áreas urbanas.
Entre otros datos, el nivel de alfabetismo del cantón es del 97,0%, con una escolaridad promedio de 7,3 años.
El mismo censo detalla que la población económicamente activa se distribuye de la siguiente manera:
- Sector Primario: 17,0%
- Sector Secundario: 26,3%
- Sector Terciario: 56,7%

Para el año 2012 presentaba un índice de desarrollo humano de 0.750, según el Programa de las Naciones Unidas para el Desarrollo.

## Cultura
Sarchí Norte y Sarchí Sur, son la cuna de la artesanía de Costa Rica debido a la pictografía evolucionada por más de un siglo es un ícono nacional, así como el trabajo artístico en maderas preciosas. Sus habitantes han hecho de su arte un culto y lo expresan decorando sus casas, puentes, edificios, etc.
Fue el lugar donde se inició la fabricación de muebles en serie en Costa Rica, en la década de 1900 con un diseño de Daniel Alfaro Corrales, los muebles, en especial las sillas que se conocen como “Sillas sarchí” y se reconocen fácilmente porque la mayoría de sus partes son torneadas. Eloy Alfaro Corrales, su hermano menor, fue socio de Pedro Juvenal Alfaro, pero más tarde comenzó su propio negocio de hacer carretas cuando compró el taller de Sem Pérez, que le había comprado a la Hacienda La Eva.
Alrededor de 1900-1903 Daniel Alfaro Corrales también diseñó la carreta de bueyes moderna y mejorada incluyendo la rueda de 16 cuñas de madera que se usa en la actualidad, basándose en el diseño primitivo de la llamada “Cureña”, donde entre otras características la rueda es más fuerte que la original de una sola pieza o la de tres piezas.
También Sarchí cuenta con un sistema montañoso, ubicado en Trojas, Bajos del Toro y Sabanilla principalmente, estas zonas en su altura máxima tiene clima frío con bosque y clima páramo.